# Walt Wesley
Walter Ivory Wesley, detto Walt (Fort Myers, 25 gennaio 1945 – Tampa, 28 marzo 2024), è stato un cestista statunitense, professionista nella NBA.

## Carriera
Venne selezionato dai Cincinnati Royals al primo giro del Draft NBA 1966 (6ª scelta assoluta).

## Palmarès
- NCAA AP All-America Third Team (1966)